# Everytime
Az "Everytime" Britney Spears amerikai énekesnő harmadik kislemeze az In the Zone-ról. 2004. május 10-én jelent meg a Jive Records gondozásában. Miután Britney és Justin Timberlake szakítottak, Britney elkezdett a háttérvokálosával barátkozni, Annet Artanival, majd együtt írtak dalokat. Egyszer Britney elutazott hozzá Lombardia-ba, ahol az "Everytime"-ot írták. Annet Artani szerint ez a dal lehet a válasz Justin 2002-es Cry Me a River című dalára. Britney ezt az állítást sosem ismerte el, azonban nem is tagadta.

## Slágerlistás teljesítménye

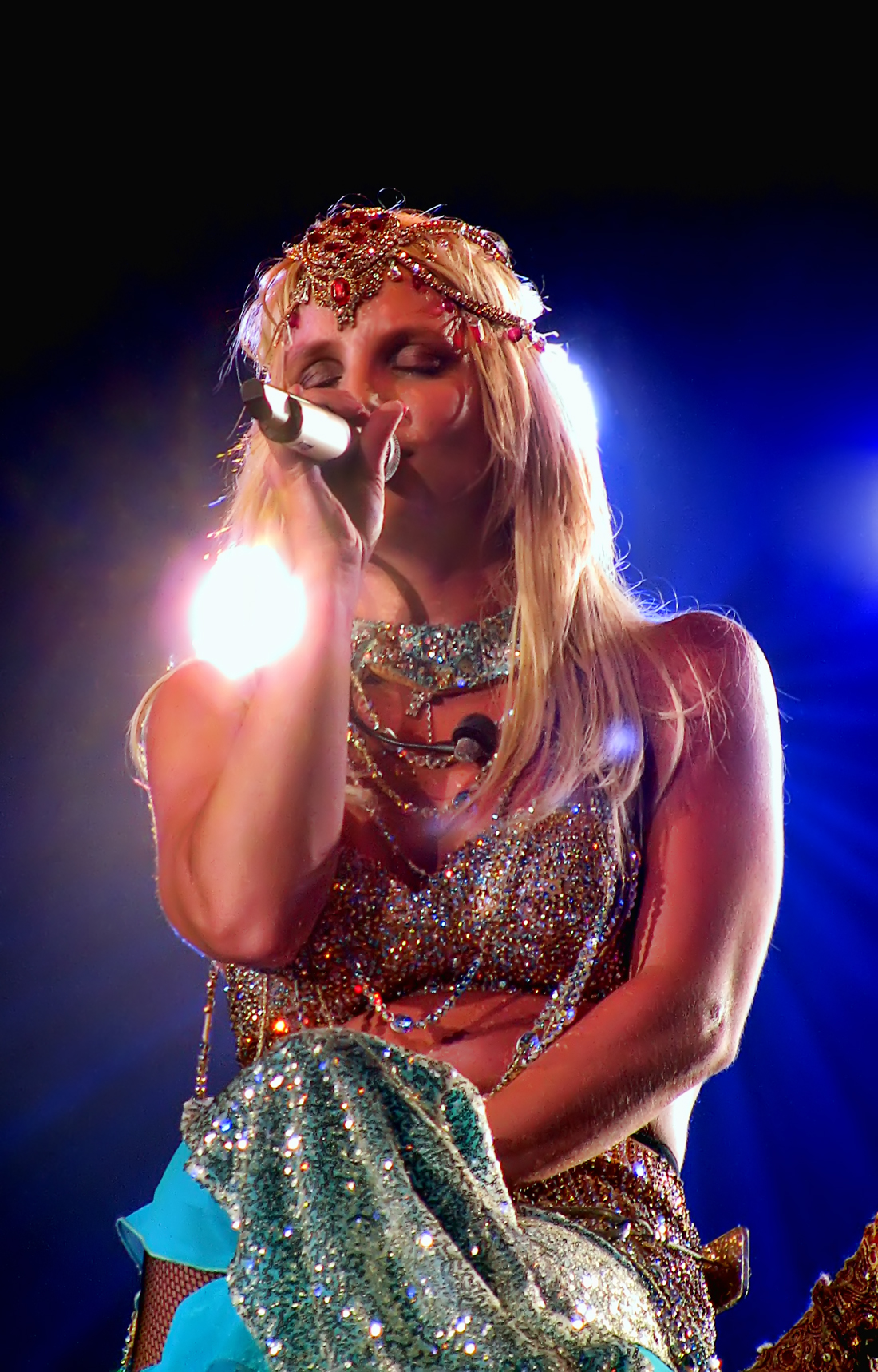
Britney a 2009-es Circus turnén a dal előadása közben.

Az "Everytime" nagyon jól teljesített a slágerlistákon. Számos országban bejutott a top 5-be, Ausztráliában, Írországban, Magyarországon és az Egyesült Királyságban első helyig jutott. Az USA-ban a 15. helyig jutott a Billboard Hot 100-on. 2004 november 18-án a RIAA arany minősítést adott a kislemezre 500,000 eladott példány után.
2010 júliusáig a dalt 469,000 példányban értékesítették csak az USA-ban digitális letöltés formában.

## Videóklip
A klipet Los Angelesben forgatták 2004 március 13-án és 14-én. A rendező David LaChapelle volt. A dalhoz tartozó videóklip 2004 április 12-én jelent meg, először a TRL mutatta be. 2009 október 24-én a klipet feltöltötték Britney VEVO csatornájára. A klip alternatív verziója helyet kapott a Greatest Hits: My Prerogative DVD kiadásán.
A klipben Britney egy hírességet alakít, aki után állandóan mennek a paparazzik. Ezután Britney összeveszik a klipben szereplő férfival, aki a férjet alakítja. Több jelenetben Britney a kádban fekszik, majd párhuzamosan jön egy másik jelent, mely egy kórházban játszódik. A kórházban egy nő éppen babát vár, ez így a reinkarnáció szimbóluma (Britney születik újjá).

## Élő előadások

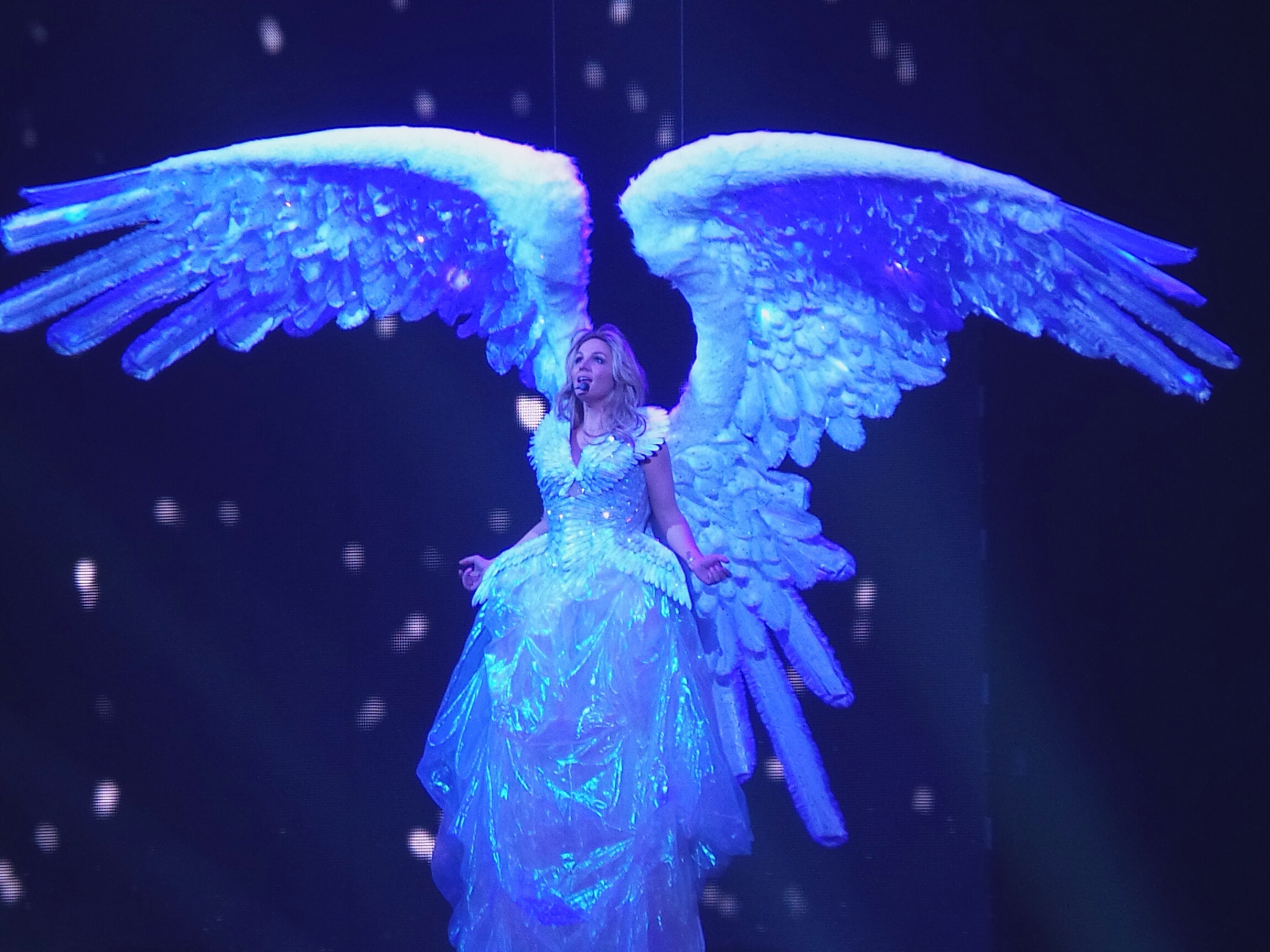
Britney a dal előadása közben a Piece of Me showján.

Britney először a Saturday Night Live-ban énekelte el a dalt 2003 október 18-án. Az ABC rögzítette az énekesnő Britney Spears: In the Zone műsorát, több új dalt előadott az "In the Zone"-ról, köztük az "Everytime"-ot is. A 2004-es Onyx Hotel turnéján szintén elénekelte a dalt. Britney a turné kezdete előtt nyilatkozott arról, hogy ez az egyik dal, amit már nagyon vár, hogy előadjon. A számot a "Mystic Garden" szegmensben adta elő az énekesnő, először egy videót mutattak be Britneyről, miközben egy kertben sétál, majd ezután jelent meg a színpadon. A dal előadása közben néhány alkalommal az énekesnő még zongorázott is. 2004 augusztus 5-én a Top of the Pops műsorában is fellépett a dallal.
2009-ben a Circus Starring Britney Spears turnén is helyet kapott a dal, Britney egy óriás esernyőn ülve adta elő a számot. Ez a dal volt a turné meglepetése, mert a megjelent dallistán nem szerepelt. A dal a második felvonás utolsó dalaként lett előadva, rögtön a "Me Against the Music" után. 2013-ban a dalt hozzáadták a Britney: Piece of Me repertoárjához is. A show harmadik felvonásában egy videót mutatnak be, amiben Britney angyalnak öltözve mond egy verset: "Someone once told me: Go beyond reason to love. It is safe. It is the only safety. Love all you can, and when you're ready, all will be shown to you". Ezután Britney megjelenik a színpadon, és a magasban, angyalszárnyakkal a hátán előadja
a dalt.

## Feldolgozások
Az "Everytime"-ot sok előadó feldolgozta már színpadon, például Kelly Clarkson. Továbbá a Glee egyik epizódjában, majd a 2013-as "Spring Breakers" című filmben is megjelent a dal.

## Slágerlistás helyezések
| Slágerlista (2004)                  | Legmagasabb helyezés |
| ----------------------------------- | -------------------- |
| Australian Singles Chart            | 1                    |
| Austrian Singles Chart              | 4                    |
| Belgian Singles Chart (Flanders)    | 4                    |
| Belgian Singles Chart (Wallonia)    | 5                    |
| Canadian Singles Chart              | 2                    |
| Czech Airplay Chart                 | 6                    |
| Danish Singles Chart                | 5                    |
| Dutch Top 40                        | 3                    |
| Finnish Singles Chart               | 18                   |
| French Singles Chart                | 2                    |
| German Singles Chart                | 4                    |
| Greek Singles Chart                 | 15                   |
| Hungarian Singles Chart             | 1                    |
| Ír slágerlista                      | 1                    |
| Norwegian Singles Chart             | 3                    |
| Polish Singles Chart                | 5                    |
| Portuguese Singles Chart            | 2                    |
| Scottish Singles Chart              | 1                    |
| Swedish Singles Chart               | 3                    |
| Swiss Singles Chart                 | 7                    |
| Brit kislemezlista                  | 1                    |
| US Billboard Hot 100                | 15                   |
| US Mainstream Top 40 (Billboard)    | 4                    |
| US Hot Dance Club Songs (Billboard) | 17                   |
| US Adult Top 40 (Billboard)         | 25                   |

| Slágerlista (2010) | Legmagasabb helyezés |
| ------------------ | -------------------- |
| UK Singles Chart   | 56                   |

| Slágerlista (2004)               | Legmagasabb helyezés |
| -------------------------------- | -------------------- |
| Australian Singles Chart         | 72                   |
| Austrian Singles Chart           | 12                   |
| Belgian Singles Chart (Flanders) | 24                   |
| Belgian Singles Chart (Wallonia) | 21                   |
| Dutch Singles Chart              | 45                   |
| French Singles Chart             | 64                   |
| German Singles Chart             | 20                   |
| Hungarian Singles Chart          | 45                   |
| Irish Singles Chart              | 6                    |
| Romanian Singles Chart           | 42                   |
| Swedish Singles Chart            | 8                    |
| Swiss Singles Chart              | 18                   |
| UK Singles Chart                 | 18                   |
| US Billboard Hot 100             | 83                   |

| Slágerlista                | Helyezés |
| -------------------------- | -------- |
| Norway (VG-lista)          | 734      |
| Sweden (Sverigetopplistan) | 311      |

## Minősítések
| Ország                   | Minősítés | Eladás  |
| ------------------------ | --------- | ------- |
| Ausztrália (ARIA)        | Platina   | 70,000  |
| Belgium (BEA)            | Arany     | 25,000  |
| Franciaország (SNEP)     | Arany     | 250,000 |
| Németország              | Arany     | 150,000 |
| Norvégia (IFPI)          | Platina   | 10,000  |
| Svédország (GLF)         | Platina   | 20,000  |
| Egyesült Királyság (BPI) | Arany     | 400,000 |
| Egyesült Államok (RIAA)  | Arany     | 500,000 |